# اسماعیل طلایی

نمایی قدیمی از سقاخانه اسماعیل طلا در صحن عتیق، عکاس: آنتونیو جیانوزی

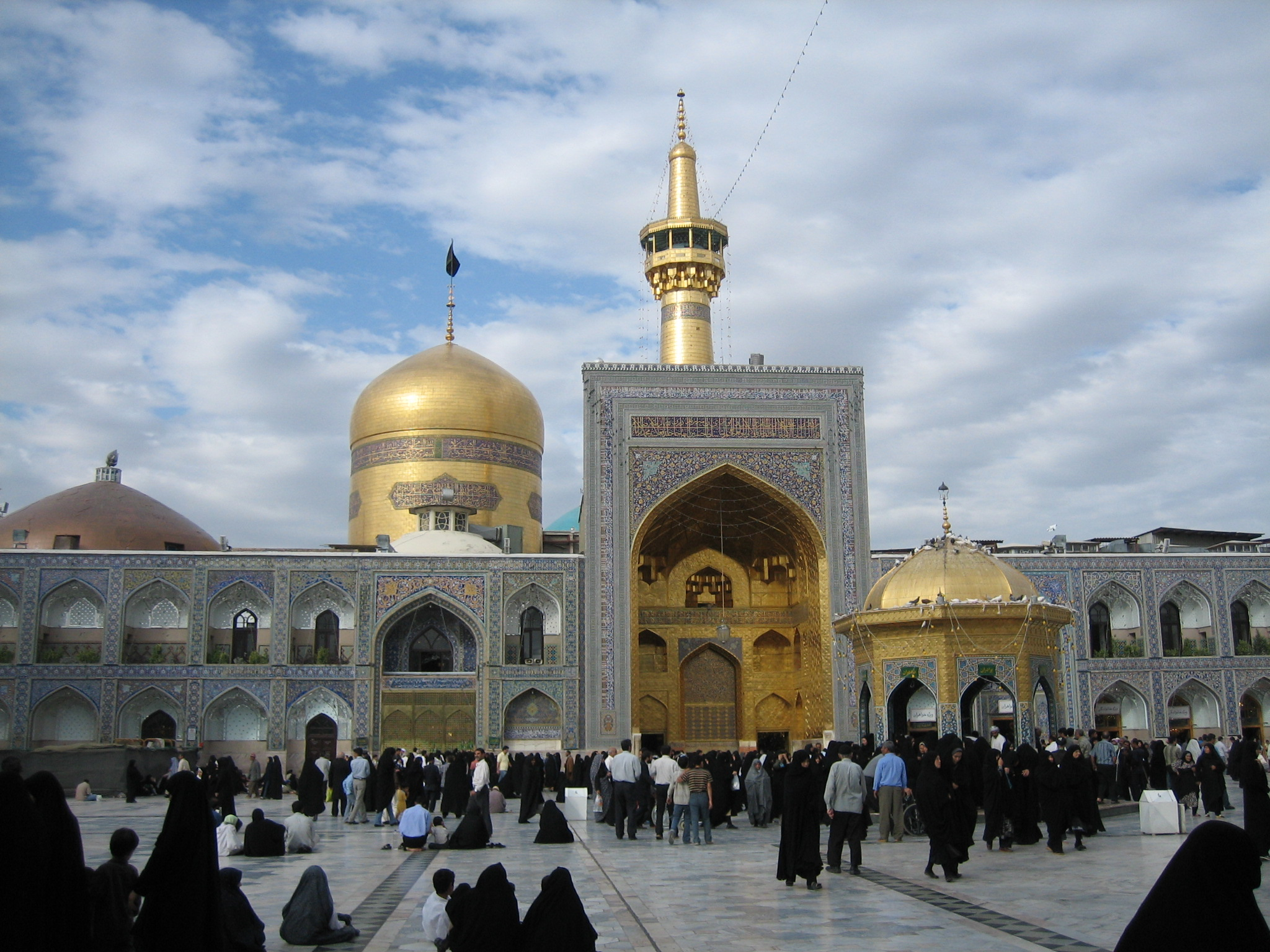
نمایی از صحن انقلاب حرم علی بن موسی‌الرضا و سقاخانه اسماعیل طلایی در گوشه سمت راست تصویر

اسماعیل طلایی یا اسمال طلا (در گویش عامه) نام سقاخانه‌ای در صحن انقلاب (عتیق) حرم 
الرضا است.

## تاریخچه اسماعیل طلایی

### در زمان افشار
بین سال‌های ۱۱۴۴ تا ۱۱۴۵ قمری به دستور نادرشاه افشار سنگابی یکپارچه از سنگ مرمر که از نبرد هرات به غنیمت گرفته بود، در کنار جوی آبی که آن زمان از وسط صحن عتیق عبور می‌کرد نصب شد تا مردم برای رفع تشنگی از آب درون این سنگ که سه کُر (۱۱۳۰ لیتر) گنجایش داشته، استفاده کنند.
نادرشاه پس از نبرد اعلام کرد به هر کس که آن سنگ را بدون رسیدن آسیبی طی ۱۲ شبانه روز به مشهدالرضا برساند، هدیه ویژه‌ای خواهد داد. فردی داوطلب انجام این کار شد و سنگ را به حرکت درآورد. این فرد در بین راه با خود محاسبه کرد که اگر شاه گفته برای رساندن این سنگ به مشهد طی ۱۲ روز جایزه‌ای ویژه خواهد داد به‌طور حتم اگر در زمان کمتری آن را برسانم جایزه‌ام بیشتر می‌شود. همین مسئله باعث شد تا او کل توان خود را به کار گیرد و سنگ را به جای ۱۲ شبانه روز طی مدت زمان ۹ شبانه روز به مشهد برساند. پس از آن به نزد نادر شاه رفته و تقاضای جایزه می‌کند اما نادرشاه دستور داد تا مطابق رسم آن زمان که چشم‌های نافرمانان را کور می‌کردند، چشم‌های حامل سنگ را کور کنند. پس از چند روز که خشم شاه فروکش کرد، دستور داد مرد کور را نزد وی بیاورند و هدیه‌ای به او ارزانی کرد و گفت که او هم می‌دانسته می‌توان کمتر از ۱۲ روز سنگ را از هرات به مشهد منتقل کرد.
اما او از اعلام دوازده روز نیتی داشته‌است و ادامه می‌دهد البته اگر تو در ۸ روز هم این کار را کرده بودی تو را عقوبتی این چنین سخت نمی‌کرد.

### در زمان قاجار
در دوران حکومت فتحعلی شاه قاجار، سردار اسماعیل خان سنگسری از اهالی سنگسر (مهدیشهر امروزی) اقدام به احداث بنای سقاخانه نمود. او هزینه ساخت سقاخانه را از طلاهایی تأمین کرد که فتحعلی شاه به پاس نجات جانش به او اهدا کرده بود.
آن زمان از طرف یکی از دول خارجه، بسته‌ای به عنوان هدیه به دربار رسید و شاه قصد گشودن آن را کرد اما اسماعیل خان که بسته را مشکوک دید درخواست نمود این کار در محوطهٔ کاخ به وسیلهٔ خدمتگزاران انجام شود تا احتمال سوء قصد از شاه دور بماند. اتفاقاً هنگام بازکردن، بسته منفجر شد. شاه به رسم پاداش از دوراندیشی اسماعیل خان، هم وزن وی به او طلا اهدا کرد. او این طلاها را صرف ساختن جایگاه آن سنگاب کرد تا گنبد و پایه‌های سقاخانه با روکشی از طلا مزین شود. از آن زمان سقاخانه را «سقاخانه اسماعیل طلائی» نامیده‌اند.

## ساختمان سقاخانه
سقف این سقاخانه از طلاست و بدنه آن از سنگ مرمر ساخته شده‌است. ساختمان سقاخانه هشت ضلعی است و در مرکز صحن انقلاب قرار گرفته‌است.
در گذشته آب سقاخانه اسماعیل طلایی از طریق چشمه‌ای به نام چشمه گیلاس در فاصله ۴۸ کیلومتری مشهد امروزی تأمین می‌شده‌است. البته به دلیل فصلی بودن این چشمه در ایامی از سال خشک می‌شد و زائران با مشکلاتی مواجه بودند تا اینکه در سال ۱۳۳۰ خورشیدی چاهی برای تأمین آب حفر شد و چهار حوض جدید هم به‌عنوان وضوخانه در اطراف آن ساخته شد و به این صورت مشکل آب حرم حل شد.
این بنا تا سال ۱۳۴۵ خورشیدی دارای پنجره‌های آهنی بود که سال ۴۶ تجدید بنا شد. پس از پیروزی انقلاب ۵۷ هم هنگام ساخت رواق دارالحجه در زیر صحن انقلاب بنای سقاخانه بازسازی و مقاوم‌سازی شد.
در سال ۱۳۹۰ آستان قدس رضوی اقدام به نصب شیرهای اتومات آب (دارای چشم الکترونیکی) در این سقاخانه نمود و با قرار دادن لیوانهای آب یکبار مصرف، ظروف قدیمی را که مردم قبلاً با آنها آب می‌نوشیدند، جمع‌آوری نمود.
بسیاری از زائران با آوردن قمقمه‌های خالی از این آب برای تبرک و تیمن بر می دارند و به شهر خود می برند.
هم‌اکنون میدانی در ناحیه طالب آباد مهدیشهر (زادگاه بانی اش اسماعیل خان) به نام اسماعیل طلایی نامگذاری شده‌است.